# 장수군의회
장수군의회는 전북특별자치도 장수군 지역을 관할하는 기초의회이다.